# Lidlidda
Lidlidda es un municipio de quinta categoría situado en la provincia de Ilocos Sur, en Filipinas. Según el censo de 2004, cuenta con una población de 4.182 habitantes.

## Barangayes
Lidlidda tiene 11 barangayes.
- Banucal
- Bequi-Walin
- Bugui
- Calungbuyan
- Carcarabasa
- Labut
- Población Norte (Namatting)
- Población Sur (Surong)
- San Vicente (Kamatliwan)
- Suysuyan
- Tay-ac

## Alcaldes
Presidentes
- Manog Caoas(1908 – 1910)
- Andan Domaoa (1911 – 1913)
- Miguel Segundo (1914 – 1916)
- Nardo Bagbaguen (1917 – 1919)
- Miguel Segundo (1920 – 1922)
- Cardo Sibanag (1923 – 1925)
- Salioa Salib-O (1926 – 1928)
- Manuel delos Santos (1929 – 1931)
- Bonifacio Tawali (1932 – 1934)
- Dan-E Segundo(1935 – 1937)
- Elmem Manugan(1938 – 1940)

Alcaldes municipales
- Basilio Bagbaguen(1941 – 1943)
- Andan Domaoa (1944 – 1947)
- Aurelio Baguso(1948 – 1955)
- Alejo Arola (1956 – 1959)
- Aurelio Baguso (1960 – 1967)
- Tomas Galang(1968 – 1971)
- Aurelio Baguso (1972 – 1974)
- Teodoro Ang-Oay (1974 – 1979)
- Romeo Baguso (1980 – 28 de mayo de 1991)
- Ponciano Segundo (29 de mayo de 1991 – 30 de junio de 1992)
- Jesus M. Sagay (1 de julio de 1992 – 30 de junio de 2001)
- Diokno M. Galang (1 de julio de 2001 – 30 de junio de 2004)
- Jesus M. Sagay (1 de julio de 2004 – presente)